# Claudio Monteverdi
Claudio Giovanni Antonio Monteverdi (født 1567, død 29. november 1643) var en italiensk komponist og kantor. Han regnes som en nøglefigur i musikhistoriens overgang fra renæssance til barok. Monteverdi skrev både verdslige og religiøse værker, og hans bidrag var afgørende for udviklingen af den moderne operagenre. 
Monteverdi blev født i Cremona, Italien, hvor han studerede musik og komponerede sine tidligste værker. Han arbejdede først ved hoffet i Mantova fra 1590 til 1613 og derefter i Republikken Venedig, hvor han fungerede som kapelmester i Markuskirken indtil sin død. Hans bevarede breve giver en værdifuld indsigt i livet som udøvende musiker i Italien på denne tid. 
En stor del af Monteverdis værker er gået tabt, men blandt de overlevende findes ni madrigalbøger, store religiøse værker som Vespro della Beata Vergine (1610) og tre operaer. Hans opera L'Orfeo (1607) er den ældste opera, der stadig opføres i dag.
Monteverdis madrigaler viser hans forankring i renæssancens polyfoniske tradition, men han udviklede også nye musikalske former og melodier. Han var blandt de første til at anvende generalbasteknikken, som blev karakteristisk for barokmusikken. Han måtte ofte forsvare sine moderne teknikker og præsenterede dem som en seconda pratica ("den næste musikpraksis") i kontrast til den ældre prima pratica ("den første musikpraksis"). Monteverdis musik gik stort set i glemmebogen i det 18. og 19. århundrede, men interessen for hans værker genopstod i begyndelsen af det 20. århundrede. I dag anerkendes Monteverdi som en indflydelsesrig skikkelse i europæisk musikhistorie, hvis værker stadig opføres og indspilles. 

## Biografi

### Cremona: 1567-1591
Monteverdi blev døbt Claudio Zuan Antonio i Cremona, Italien, den 15. maj 1567. Han var det førstefødte barn af apotekeren Baldassare Monteverdi og Maddalena Zignani, som var blevet gift tidligere samme år. Monteverdi fik senere tre yngre brødre og to yngre søstre, hvoraf hans bror Giulio Cesare Monteverdi også blev musiker. Cremona lå tæt på grænsen til både Republikken Venedig og Hertugdømmet Mantova – to stater, hvor han senere gjorde karriere.
Man ved stort set intet om Monteverdis musikalske uddannelse. Han udgav sit første værk, motetsamlingen Sacrae cantiunculae for tre stemmer, i Venedig i 1582, da han var blot 15 år gammel. I dette og andre tidlige værker omtaler han sig selv som elev af Marc'Antonio Ingegneri, der fra 1581 til 1592 var kapelmester ved domkirken i Cremona. Hos Ingegneri lærte Monteverdi både kontrapunkt og komposition, og han fik undervisning i strygeinstrumenter og sang.
Monteverdis tidlige udgivelser viser, at han allerede som ung havde forbindelser uden for Cremona. Hans anden udgivelse, Madrigali spirituali (1583), blev trykt i Brescia. Hans tredje værk, en verdslig madrigalbog, blev udgivet i Venedig i 1587 og dedikeret til grev Marco Verità af Verona. I 1590 udgav han endnu en samling verdslige madrigaler i Venedig, denne gang dedikeret til formanden for Senatet i Milano, Giacomo Ricardi, som Monteverdi havde optrådt for i 1587.

### Mantova: 1591-1613

#### Livet som hofmusiker
I sin anden madrigalsamling beskrev Monteverdi sig selv som "gambespiller." Omkring 1590 blev han ansat ved hertug Vincenzo 1. Gonzagas hof i Mantova, som han dedikerede sin tredje madrigalbog fra 1592 til. I denne dedikation skrev han: "Den ædle kunst at spille gambe åbnede for mig en lykkelig vej til Deres tjeneste." Han beskrev her sit gambespil som "blomster" og sine kompositioner som "frugter," der med tiden "mere værdigt og mere fyldestgørende kan tjene Dem." Dette antyder at Monteverdi ønskede at etablere sig selv som komponist frem for som udøvende musiker.
Hertug Vincenzo ønskede at etablere sit hof som et europæisk musikcentrum og ansatte derfor flere førende musikere. Da Monteverdi ankom til Mantova, var hoffets kapelmester den flamske musiker Giaches de Wert. Blandt andre bemærkelsesværdige musikere ved Gonzaga-hoffet på denne tid var violinisten Salomone Rossi, sangerinden Madama Europa og komponisten Francesco Rasi. I 1599 giftede Monteverdi sig med hofsangerinden Claudia de Cattaneis, og sammen fik de tre børn. I 1602 blev Monteverdis bror, Giulio Cesare, også ansat ved hoffet i Mantova.
Da Wert døde i 1596 overgik stillingen som kapelmester til Benedetto Pallavicino, men Monteverdi nød tilsyneladende stor anseelse hos hertug Vincenzo. Han ledsagede hertugen på en militærkampagne til Ungarn i 1595 og på en rejse til Flandern i 1599. Ifølge hans bror, Giulio Cesare, var det i den flamske by Spa, at Monteverdi blev introduceret til "den franske sangstil," som han ifølge Giulio Cesare bragte med tilbage til Italien. Betydningen af "den franske sangstil" er omdiskuteret, men refererer muligvis til Gabriello Chiabreras franskinspirerede poesi, som rytmisk adskiller sig fra italiensk poesi, og som Monteverdi satte musik til i hans Scherzi musicali (1607). Monteverdi rejste muligvis også med hertugen til Firenze i 1600 i anledning af brylluppet mellem Marie de Medici og kong Henrik 4. af Frankrig, hvor Jacopo Peris opera Euridice – verdens ældste bevarede opera – blev opført for første gang. Med Pallavicinos død i 1601 blev Monteverdi udnævnt til ny kapelmester.

#### Artusi-kontroversen ogseconda pratica
Omkring begyndelsen af det 17. århundrede blev Monteverdis musik genstand for debat. Den indflydelsesrige bolognesiske musikteoretiker Giovanni Maria Artusi kritiserede, uden at nævne Monteverdi direkte, hans musik i pamfletten L'Artusi, overo Delle imperfettioni della moderne musica ("Artusi, eller Om den moderne musiks mangler") fra 1600 og i en opfølgning i 1602. Artusi citerede flere af Monteverdis endnu uudgivne værker og fordømte deres nyskabende rytmer og harmonier, som han mente stod i skarp kontrast til det 16. århundredes polyfoniske traditioner. Artusi ønskede et modsvar fra Monteverdi, som undlod at svare direkte. I stedet fandt han støtte fra den anonyme "L’Ottuso Academico" ("Den tungnemme akademiker"). Monteverdi adresserede først kritikken i forordet til sin femte madrigalsamling fra 1605. Her forklarede han, at hans forpligtelser ved hoffet forhindrede ham i at give et dybdegående svar, men at "den flittige læser" snart kunne forvente et forsvar med titlen Seconda Pratica, overo Perfettione della Moderna Musica ("Den næste musikpraksis, eller Den moderne musiks fuldkommenhed"). Dette forsvar blev dog aldrig udgivet, men senere forklarede hans bror, Giulio Cesare, at Monteverdi ikke betragtede seconda pratica som en radikalt ny musikstil. Snarere så han den som en naturlig og komplementær videreudvikling af en tidligere prima pratica.
Debatten øgede kendskabet til Monteverdis musik, også internationalt, og flere af hans tidligere værker blev genudgivet i årene efter. Eksempelvis blev nogle af hans madrigaler trykt i København i 1605 og 1606, og digteren Tommaso Stigliani skrev et hyldestdigt til ham i 1605. I 1609 bemærkede musikteoretikeren Adriano Banchieri: "Jeg må ikke undlade at nævne den mest udsøgte af [vores samtids] komponister, Monteverdi, hvis ekspressive kvaliteter fortjener den højeste anerkendelse."
Det er muligt, at Monteverdi aldrig udgav sit lovede forsvarsskrift, fordi seconda pratica omkring 1608 havde vundet bred anerkendelse i musikkredse – selv hos Artusi – og dermed gjorde et forsvar unødvendigt. Breve til Giovanni Battista Doni fra 1632 antyder dog, at Monteverdi stadig arbejdede på et forsvar af seconda pratica, kaldet Melodia, som han muligvis stadig havde under udarbejdelse, da han døde ti år senere.

#### Operaer og konflikter
I 1606 bestilte hertug Vincenzos arving, Francesco Gonzaga, operaen L'Orfeo af Monteverdi, med libretto af Alessandro Striggio, til karnevalssæsonen det følgende år. L'Orfeo blev opført to gange i februar og marts 1607. Blandt sangerne var Rasi, som også havde sunget ved premieren på Peris Euridice i 1600. Operaen blev efterfulgt af L'Arianna, med libretto af Ottavio Rinuccini, opført i 1608 i anledning af Francescos ægteskab med Margaretha af Savoyen. Med undtagelse af det i sin tid meget populære recitativ Lamento d'Arianna er hele denne opera i dag gået tabt. Fra denne periode stammer også Monteverdis ballet Il ballo delle ingrate (1608).
Monteverdi arbejdede intenst på disse og andre kompositioner, hvilket gik udover hans helbred. Hans tilstand blev yderligere forværret af tabet af sin hustru i september 1607 og af sangerinden Caterina Martinelli, som skulle have sunget titelrollen i L'Arianna, men som døde af kopper i marts 1608. Samtidig var Monteverdi frustreret over sin lave løn ved Gonzaga-hoffet. I 1608 rejste han hjem til Cremona for at komme sig, og herfra sendte han et skarpt brev til hertug Vincenzos førsteminister, Annibale Chieppo, hvor han anmodede om at "blive afskediget med ære." Hertugen afslog hans anmodning, men øgede i stedet hans løn og pension, og Monteverdi vendte tilbage til Mantova, selvom han nu begyndte at søge andre stillinger. Efter at have udgivet Vespro della Beata Vergine i 1610, som han dedikerede til pave Paul 5., rejste han til Rom i håb om at finde nyt arbejde. Han besøgte muligvis også Venedig samme år af samme grund.
Hertug Vincenzo døde den 18. februar 1612. Hoffet blev under hans efterfølger, Francesco 4., hurtigt præget af intriger, og både Monteverdi og hans bror blev afskediget og måtte forarmede vende hjem til Cremona. Selvom Francesco døde af kopper allerede i december samme år, lykkedes det ikke Monteverdi at opnå gunst hos den nye hertug, Ferdinando. I 1613 søgte han derfor stillingen som kapelmester ved Markuskirken i Venedig, der var ledig efter Giulio Cesare Martinengos død. Monteverdi blev udnævnt til kapelmester i august og modtog 50 dukater i forskud – penge, som han desværre blev frarøvet af landevejrsrøvere nær Sanguinetto på vej tilbage til Cremona.

### Venedig: 1613-1643

#### Karriemæssige højdepunkter
Kapellet ved Markuskirken var i dårlig stand, da Monteverdi overtog ledelsen. Martinengo havde været syg før sin død, og kapellet var derfor blevet forsømt. Som kapelmester havde Monteverdi hovedansvaret for at ansætte, uddanne og lede de omkring 30 sangere og seks instrumentalister ved Markuskirken. Blandt de musikere, han ansatte, var Francesco Cavalli, som blev en del af Markuskapellet som 14-årig i 1616 og forblev tilknyttet kirken hele sit liv. Monteverdi udvidede også kirkens musikalske repertoire ved at opføre mere moderne, instrumentaliserede værker som supplement til det traditionelle a cappella-repertoire af romerske og flamske komponister. Han forventedes desuden at komponere musik til store højtider som korsets ophøjelsesdag og juleaften samt hyldestværker til den venetianske doge. Monteverdi havde også tilladelse til at supplere sin indkomst ved at komponere for andre kirker og for forskellige mæcener. I 1616 steg hans årlige løn ved Markuskirken fra 300 til 400 dukater.
Den frihed, Monteverdi oplevede i Republikken Venedig, stod i skarp kontrast til hofintrigerne i Mantova, hvilket han udtrykte i sine breve til Striggio. I et brev dateret 13. marts 1620 nævnte han for eksempel, at han havde afvist en invitation til at vende tilbage til Mantova, da hans stilling i Venedig gav ham økonomisk tryghed. Han bemærkede også, at Gonzaga-hoffet stadig skyldte ham løn. Som mantovansk statsborger påtog Monteverdi sig dog stadig bestillingsopgaver for den nye hertug Ferdinando, blandt andet operaen Le nozze di Tetide, som han skrev til hertugens bryllup med Caterina de Medici i 1617. De fleste af disse opgaver fra Mantova blev dog væsentligt forsinkede, dels fordi Monteverdi ikke ønskede at prioritere dem over sine andre forpligtelser, og dels fordi hoffet konstant kom med nye krav. Med undtagelse af sangværket Tirsi e Clori (1616) er alle disse værker i dag gået tabt. Monteverdi inkluderede Tirsi e Clori i sin syvende madrigalsamling fra 1619, som han dedikerede til hertuginde Caterina, der som tak forærede ham en perlehalskæde.
Monteverdi modtog også bestillingsopgaver fra andre italienske stater samt fra disse staters mindretal i Venedig. I 1620 skrev han musik til Carlo Borromeos festdag for det milanesiske mindretal, og i 1621 komponerede han et rekviem for det florentinske mindretalssamfund i anledning af hertug Cosimo 2. af Toscanas død. Blandt hans private venetianske mæcener var adelsmanden Girolamo Mocenigo, i hvis hjem Monteverdis opera Il combattimento di Tancredi e Clorinda fik premiere i 1624. I 1627 modtog Monteverdi en stor bestilling på flere værker fra hertugen af Parma, Odoardo Farnese, og fik derfor orlov til at rejse til Parma i 1627-1628.
Monteverdi fik også opmærksomhed fra udenlandske gæster. Den nederlandske diplomat og musiker Constantijn Huygens skrev, at han i Venedig havde hørt "den skønneste musik, jeg nogensinde har oplevet, dirigeret af den berømte Claudio Monteverdi, som også var komponisten bag […]" I 1625 komponerede Monteverdi flere værker i anledning af kronprins Vladislav af Polens besøg i Venedig og skrev også musik til grev Wolfgang Wilhelm af Neuburgs besøg samme år.
Det var også i denne periode, at Monteverdi udviklede en interesse for alkymi. I sine breve til den mantovanske hofmand Ercole Marigliani diskuterede han sine eksperimenter med at forvandle bly til guld, udfordringerne ved at skaffe kviksølv og sine bestillinger af specialfremstillede glas fra glaspusterne i Murano.
Selvom Monteverdi generelt levede et tilfredsstillende liv i Venedig, oplevede han også perioder med modgang. På et tidspunkt blev han anonymt beskyldt for at støtte Venedigs habsburgske fjender - muligvis på grund af sine mange internationale forbindelser. Han havde også bekymringer omkring sine børn. Hans søn Francesco brugte, ifølge Monteverdi, således for meget tid på musik i stedet for sine jurastudier ved universitetet i Padova. Derfor flyttede Monteverdi ham til universitetet i Bologna i håbet om, at nye omgivelser ville ændre sønnens fokus. Det lykkedes dog ikke, og Monteverdi måtte til sidst acceptere, at Francesco ønskede en musikalsk karriere som sin far. Han blev derfor optaget i Markuskoret i 1623. Monteverdis anden søn, den medicinstuderende Massimiliano, blev i 1627 anholdt af Inkvisitionen i Mantova for at have læst forbudt litteratur. For at betale for sin søns forsvar måtte Monteverdi sælge den perlehalskæde, han havde fået af hertuginde Caterina de Medici. Han skrev også til Striggio, som havde tilknytning til hoffet i Mantova, for at bede om hjælp, da han frygtede, at Massimiliano kunne blive udsat for tortur. Både brevet til Striggio og salget af halskæden ser ud til at have haft den ønskede effekt.

#### Pause og præsteskab
De tidlige 1630'ere var en udfordrende tid for Italien. I 1630 blev Mantova invaderet af habsburgske tropper som følge af en tronfølgekrise, der opstod efter den barnløse hertug Vincenzo 2.s død. Habsburgerne belejrede den pesthærgede by, som efter sin overgivelse i juli 1630 blev plyndret for sine skatte. Samme år bragte en diplomatisk mission ledet af Monteverdis ven Striggio pesten til Mantovas allierede Venedig, og i løbet af det næstet år døde omkring 45.000 venetianere. I 1633 var Venedigs befolkningstal faldet til 100.000, hvilket var det laveste antal indbyggere i cirka 150 år. Blandt pestens ofre var Monteverdis assistent ved Markuskirken, komponisten Alessandro Grandi, og muligvis også Monteverdis bror, Giulio Cesare. Krigens og pestens følger havde uundgåeligt en skadelig effekt på Venedigs økonomi og kunstneriske miljø.
Monteverdi, som nu var i sine tressere, ser ud til at have skruet ned for sit kompositoriske arbejde i disse år. Han skrev musik til Giulio Strozzis i dag tabte opera Proserpina rapita, der fik premiere til et adelsbryllup i 1630, og komponerede også en messe som en bøn om frelse fra pesten, opført i Markuskirken i november 1631. Samme år fik Monteverdi tilladelse til at lade sig kronrage, da han blev udnævnt til diakon og senere præst. Selvom indvielserne fandt sted i Venedig, blev han optaget i Cremona Stift, muligvis forbi han overvejede at trække sig tilbage til sin hjemby.

#### Senere år
Da verdens første offentlige operahus, Teatro San Cassiano, åbnede i 1637, blomstrede Venedigs musikliv op igen, og Monteverdi oplevede en ny bølge af kreativitet. I 1638 udgav han en revideret udgave af Il ballo delle ingrate samt sin ottende madrigalsamling, som han dedikerede til den tysk-romerske kejser Ferdinand 3. I 1641 udgav han en omfattende samling kirkemusik, Selva morale e spirituale, og samme år skrev han musik til balletten La vittoria d'Amore, der blev opført ved hoffet i Piacenza. I løbet af 1640'erne reviderede han også sin opera L'Arianna og skrev desuden tre helt nye: Il ritorno d'Ulisse in patria, Le nozze d'Enea e Lavinia og L'ncoronazione di Poppea. Monteverdi var dog stadig tilknyttet Markuskirkens kapel. I et brev til kirkens ledelse den 9. juni 1637 klagede han således: "Jeg, Claudio Monteverdi, henvender sig ydmygt til jer for at fortælle, hvordan bassangeren Domenicato Aldegati i går morges, i påhør af mange mennesker, udtalte disse ord: 'Kapelmesteren stammer fra en slægt af samvittighedsløse bastarder. Han er en tyvagtig, forbandet gedebuk, og jeg vil skide på ham og alle hans støtter.'"
I sit sidste brev, dateret 20. august 1643, anmodede en syg Monteverdi dogen af Venedig om hjælp til at få afsluttet sin langvarige strid med Mantova-hoffet om manglende lønudbetaling. Han døde i Venedig den 29. november 1643 efter et kortvarigt besøg i Cremona. Monteverdi blev begravet i Santa Maria Gloriosa dei Frai-kirken, hvor hans grav endnu kan besøgs.

## Indflydelse
Monteverdi nød stor anseelse blandt både musikere og offentligheden i sin samtid, hvilket hans begravelse afspejlede. Med stor ceremoniel blev hans kiste placeret på en katafalk i Santa Maria Gloriosa dei Frai-kirken, dekoreret med klæde og omringet af levende lys. I det 17. århundrede blev komponisters værker sjældent opført efter deres død, men i Monteverdis tilfælde blev hans operaer spillet i adskillige byer i årtiet efter hans bortgang. I 1651 bemærkede komponisten Severo Bonini, at alle musikalske hjem i Italien ejede et eksemplar af Lamento d'Arianna.
Den tyske komponist Heinrich Schütz, som havde studeret i Venedig under Giovanni Gabrielli kort før Monteverdis ankomst til byen, ejede et eksemplar af Monteverdis opera Il combattimento di Tancredi e Clorinda og lod sig inspirere af Monteverdis stil i sine egne værker. Ved sit andet besøg i Venedig i 1628 blev han yderligere påvirket af Monteverdis musikalske tilgang. I 1629 udgav Schütz vokalsamlingen Symphoniae sacrae I, skrevet i stil med seconda practica, og i værket Es steh Gott auf fra samlingen Symphanoiae sacrae II (1647) citerer han Monteverdi direkte.
Efter 1650'erne gik Monteverdis musik i glemmebogen, bortset fra Lamento d'Arianna, som forblev populær langt ind i det 18. århundrede. Interessen for Monteverdis biografi blev genoplivet i begyndelsen af det 19. århundrede blandt musikforskere i Tyskland og Italien, selvom han stadig primært blev betragtet som en historisk skikkelse. Først med musikologen Robert Eitners udgivelse af en forkortet version af L'Orfeo i 1881 opstod der en bredere interesse for hans musik. Få år senere blev manuskripterne til Monteverdis operaer L'incoronazione di Poppea og Il ritorno d'Ulisse in patria genopdaget. På foranledning af Vincent d'Indys blev alle tre operaer opført i første halvdel af det 20. århundrede: L'Orfeo i 1911, L'incoronazione di Poppea i 1913 og Il ritorno d'Ulisse in patria i 1925.
Den italienske nationalistiske digter Gabriele D'Annunzio hyldede Monteverdi i sin roman Ilden (1900): "Den guddommelige Claudio! Hvilken heroisk sjæl. [Han var] italiensk i sin kerne!" D’Annunzios opfattelse af Monteverdi som grundlæggeren af italiensk musik blev videreført af italienske komponister, der arbejdede for Benito Mussolinis regime, herunder Gian Francesco Malipiero, Luigi Dallapiccola og Mario Labroca, som fremhævede Monteverdis musik i kontrast til den "dekadente" musik af komponister som Richard Strauss, Claude Debussy og Igor Stravinskij.
I årene efter 2. Verdenskrig blev Monteverdis operaer i stigende grad opført på de store operahuse og blev gradvist en del af operagenrens standardrepertoire. Genoplivningen af Monteverdis religiøse musik tog dog længere tid. Hans religiøse værker oplevede ikke samme renæssance som andre kirkemusikværker, da den katolske kirke i det 19. århundrede genoplivede interessen for tidlig musik, herunder Giovanni Pierluigi da Palestrinas værker. Dette skyldtes muligvis, at Monteverdi primært blev betragtet som en verdslig komponist. Først i 1932 blev hans Vespro della Beata Vergine genudgivet, og Selva morale e spirituale fulgte i 1942.
I sidste halvdel af det 20. århundrede voksede interessen for Monteverdis musik i takt med en generel interesse for tidlig musik, som tog fart i 1970'erne og fokuserede på historisk korrekt opførelsespraksis. Ifølge musikmediet Gramophone blev Monteverdis vespere indspillet omkring 30 gange mellem 1973 og 2013. Hans operaer opføres i dag regelmæssigt over hele verden, og alene fra 2011 til 2016 blev de opført hele 555 gange på verdensplan ifølge Operabase. Dette gør Monteverdi til den 30. mest opførte operakomponist og den 8. mest opførte italienske operakomponist. I 1985 udgav Manfred H. Stattkus en fortegnelse over Monteverdis samlede værker, Stattkus-Verzeichnis, hvor hver komposition er tildelt et unikt SV-nummer.
Monteverdi hyldes af mange samtidige musikologer som en central komponist i overgangen fra renæssance til barok. Han beskrives ofte som en af de mest betydningsfulde skikkelser i vestlig musikhistorie og som den første store operakomponist. Disse vurderinger afspejler dog et nutidigt perspektiv, da hans værker forblev stort set ukendte i flere århundreder. Monteverdi blev først genopdaget af komponister i det 20. århundrede, som ifølge musikologen Geoffrey Chew blev tiltrukket af hans omdømme som en moderne regelbryder, der trodsede traditionelle konventioner. Disse komponister forsøgte derfor at gøre Monteverdis musik til grundlaget for deres egen. Det ser ud til, at Monteverdi også selv betragtede sig som en "moderne" komponist. I et brev dateret 16. oktober 1633 skrev han: "Jeg vil hellere modtage beskeden ros for [at skabe] en ny musikstil end stor ros for [at gentage] en gammel." Ifølge Chew er det dog vigtigt at bemærke, at Monteverdi, trods sine moderne teknikker, også ønskede at bevare sin status som en kompetent komponist inden for prima pratica. Monteverdi var med andre ord både retrospektiv og progressiv og repræsenterer dermed overgangen fra senrenæssancen til tidlig barok.

## Udvalgte værker

### Madrigaler og verdslige værker
- Canzonette a tre voci, 1584.
- Madrigali a cinque voci, 1587.
- Il secondo libro de madrigali a cinque voci, 1590.
- Il terzo libro de madrigali a cinque voci, 1592.
- Il quarto libro de madrigali a cinque voci, 1603.
- Il quinto libro de madrigali a cinque voci, 1605.
- Scherzi musicali a tre voci, 1607.
- Il sesto libro de madrigali a cinque voci, 1614.
- Settimo libro di madrigali, 1619.
- Lamento d'Arianna, 1623.
- Madrigali guerrieri, et amorosi con alcuni opuscoli in genere rappresentativo, che saranno per brevi Episodi fra i canti senza gesto, 1638.
- Madrigali e canzonette a due e tre voci, 1651.

### Operaer og musikdramatiske værker
- L'Orfeo, 1607.
- L'Arianna, 1608.
- Il ballo delle ingrate, 1608.
- Tirsi e Clori, 1616.
- Le nozze di Tetide, 1616.
- Il combattimento di Tancredi e Clorinda, 1624.
- La finta pazza Licori, 1627.
- Gli amori di Diana e di Endimione, 1628.
- Mercurio e Marte, 1628.
- Proserpina rapita, 1630.
- Volgendo il ciel, 1636.
- Il ritorno d'Ulisse in patria, 1640.
- Le nozze d'Enea con Lavinia, 1641.
- La vittoria d'Amore, 1641.
- L'ncoronazione di Poppea, 1642.